# 神奈川県立旭高等学校
神奈川県立旭高等学校（かながわけんりつ あさひこうとうがっこう）は、全日制普通科の高等学校。所在地は神奈川県横浜市旭区下川井町。

## 沿革
- 1973年4月1日 - 開校
- 2003年10月 - 創立30周年記念式典

## 特徴
- 在籍生徒数の男子比率がとても高かったが、ここ数年女子の比率が高まっている。

## 部活動
出典 : 
- サッカー強豪校として有名であり、2013年現在全国大会に11回出場（うち3度ベスト8入り）している。
- 2013年女子バスケットボール部が、「県下高校女子バスケ界の女王」と言われていた神奈川県立金沢総合高等学校を県下の高校としては初めて破り、また同年34年ぶりにインターハイに出場した。

| - サッカー部 - 硬式野球部 - 陸上競技部 - ハンドボール部 - 硬式テニス部 - 水泳部 - バスケットボール部 - バレーボール部 - バドミントン部 - 剣道部 - 柔道部 - ライフル射撃部 - ダンス部 | - 美術部 - 吹奏楽部 - 軽音楽部 - 百人一首部 - 華道部 |  |

## 交通
出典 : 
| 乗車駅           | 系統                   | 下車停留所               | 運行事業者        |
| ---------------- | ---------------------- | ------------------------ | ----------------- |
| 相鉄線二俣川駅   | 旭20・旭21・旭22・旭24 | 「旭高校入口」、徒歩15分 | ■相鉄             |
| 相鉄線三ツ境駅   | 旭33・旭34・旭37       | 「旭高校入口」、徒歩15分 | ■相鉄             |
| 相鉄線三ツ境駅   | 116                    | 「川井橋」、徒歩7分      | - ■相鉄 - ■神奈中 |
| 相鉄線三ツ境駅   | 境21                   | 「川井橋」、徒歩7分      | ■神奈中           |
| 相鉄線 鶴ヶ峰駅  | 間01・峰02・5・115     | 「川井宿」、徒歩7分      | ■神奈中           |
| JR横浜線中山駅   | 横52・中53             | 「川井宿」、徒歩7分      | ■神奈中           |
| 東急東横線横浜駅 | 横04                   | 「川井宿」、徒歩7分      | ■神奈中           |

## 旧学区
2005年度の学区撤廃以前は『横浜西部学区』に属していた。旧学区の県立高校は、
- 神奈川県立希望ヶ丘高等学校
- 神奈川県立松陽高等学校
- 神奈川県立瀬谷高等学校
- 神奈川県立瀬谷西高等学校
- 神奈川県立旭高等学校
- 神奈川県立横浜緑園総合高等学校（旧：神奈川県立岡津高等学校・神奈川県立和泉高等学校）
- 神奈川県立横浜旭陵高等学校（旧：神奈川県立都岡高等学校・神奈川県立中沢高等学校）

## 著名な出身者
政治
- 樋高剛（元衆議院議員、元環境大臣政務官）

芸能・音楽
- 池田努（俳優）
- 小林賢太郎（元ラーメンズ）[要出典]
- 堺武弥（指揮者）[要出典]
- 須藤理彩（女優） ※陸上競技経験者
- 松岡英明（ミュージシャン）
- 喜多嶋舞（女優）
- 米倉涼子（女優）

スポーツ
- 石井圭太（プロサッカー選手）
- 石川弘樹（プロトレイルランナー）
- 石田太志（プロフットバッグ選手）
- 岩舘直（プロサッカー選手）
- 大場健史（元プロサッカー選手）
- 小澤修一（元サッカー選手、松本山雅取締役）
- 菅野将晃（元プロサッカー選手）
- 関戸健二（プロサッカー選手）
- 高丘陽平（プロサッカー選手）
- 水内猛（元プロサッカー選手、スポーツキャスター）
- 汰木康也（プロサッカー選手）
- 金沢みどり（バスケットボール選手）
- 机龍之介（スカッシュ選手）[3]

その他
- 今尾恵介（地図研究家）
- 本城雅人（小説家）